# Kyōko Kagawa
Kyōko Kagawa (japanska 香川 京子), född 5 december 1931 i nuvarande Namegata, är en japansk skådespelare. Hon är mest känd för sitt arbete med några av de största namnen under den japanska filmens guldålder på 50- och 60-talen såsom Ozu, Kurosawa och Mizoguchi.

## Biografi
Kagawa föddes i Namegata i Ibaraki prefektur och växte upp i Tokyo, hon ville ursprungligen bli ballerina. Efter att ha blivit nominerad i en skönhetstävling i en tidning upptäcktes hon av en filmstudio. Hon fick snart sin första större filmroll i Mado kara tobidase (1950) som regisserades av Koji Shima.
I början av sin karriär arbetade Kyōko Kagawa i flera olika filmgenrer och hon specialiserade sig på att porträttera enkla, oskyldiga och uppriktiga flickor. Hon utvecklade sin expertis på att spela sådana roller i filmer som Mikio Naruses Min moder (1952) där hon spelade den godhjärtade dottern och i Tadashi Imais Himeyuri no Tô (1953) i rollen som studenten som tragiskt dör i försvaret av sitt hemland Okinawa. Den roll som gjorde henne till ett känt namn var dock den som familjens yngsta dotter i Yasujiro Ozus Föräldrarna 1953.
Året därefter spelade hon rollen som en förslavad dotter som offrar sitt liv för sin bror i Kenji Mizoguchis Fogden Sansho och i hans Chikamatsu Monogatari också den från 1954 spelade hon en hustru som rymmer med sin makes arbetsgivare. Kagawas porträtt av en grälsjuk hustru i Shirō Toyodas Neko to shozo to futari no onna från 1956 var med sin stiliserade cynism ett överraskande avsteg från den naturalistiska oskuld som var hennes varumärke.
Efter ytterligare en roll som oskyldig flicka i Kurosawas Onda män sover gott spelade hon i en annan märklig och stiliserad roll som den oroliga hustrun till en kidnappad president i samma regissörs Himmel och helvete. I Rödskägg införlivade Kurosawa båda sidorna av Kagawas image genom att framställa henne som en oskyldig flicka som förvandlas till en nymfoman på natten.
Kagawa gifte sig 1965 och följde med sin make till New York. Hon tillbringade tre år där och när hon återvände till Japan tog hon färre filmroller och arbetade mer inom televisionen. Under 80-talet tog hon paus från skådespelandet helt och hållet. Under 90-talet började hon åter arbeta inom filmen, bland annat spelade hon hustrun till författaren Hyakken Uchida i Kurosawas sista film Madadayo (1993).
Tokyos nationalmuseum för modern konst invigde 2011 en utställning om Kagawa vilken hedrade hennes långa karriär och hennes bidrag till japansk film.

## Filmer i urval
- 1952 – Min moder (Okaasan)
- 1952 – Blixtar (Inazuma)
- 1953 – Föräldrarna (Tôkyô monogatari)
- 1954 – Fogden Sansho (Sanshō dayū)
- 1954 – Chikamatsu monogatari
- 1957 – Natthärbärget (Donzoko)

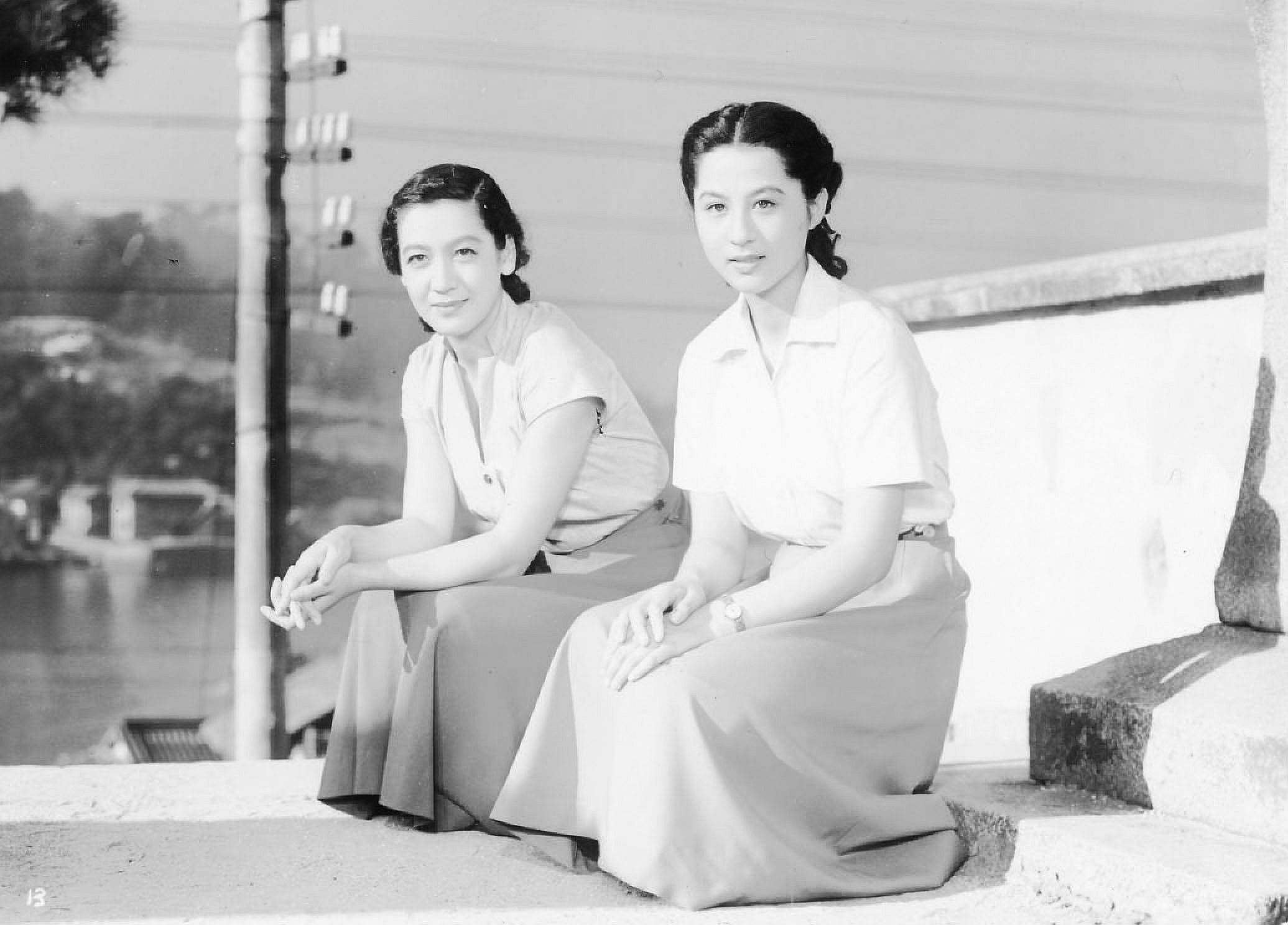
Kyōko Kagawa och Setsuko Hara i Föräldrarna.

- 1960 – Onda män sover gott (Warui yatsu hodo yoku nemuru)
- 1961 – Mothra
- 1961 – Ōsaka-jō monogatari
- 1963 – Himmel och helvete (Tengoku to jigoku)
- 1965 – Rödskägg (Akahige)
- 1974 – Karei-naru ichizoku
- 1990 – Shikibu monogatari
- 1993 – Madadayo
- 1996 – Shall We Dance?
- 1998 – Efter livet (Wandâfuru raifu)
- 2009 – Ballad
- 2015 – Tokyo no Hi

## Priser och utmärkelser
- Kinema Junpo Award för bästa kvinnliga biroll i Shikibu monogatari, 1991[6]
- Nippon Academy-shō för bästa kvinnliga biroll i Madadayo, 1994[7]
- Uppgående solens orden, 2004
- FIAF Award, 2011[2]